# Castell de Najac
El castell de Najac és una fortalesa d'arquitectura gòtica enclavada als congosts de Najac, al departament d'Avairon (França).
Un primer recinte va ser construït en territori dels comtes de Tolosa a la fi del segle xi, successivament expandit durant el regnat de Lluís IX de França. Intervingut el segle xiii, la torre de l'homenatge es va reedificar i es va adequar per a estades residencials; avui és la torre més alta de les existents.
Està construït sobre un pujol de 200 metres d'altitud i fortament defensat, causa probable que no es tingui constància que el castell fos mai capturat, si més no assetjat.

## Arquitectura
El castell actual es va començar a construir al segle xiii, concretament a l'any 1253, a instàncies d'Alfons de Poitiers, germà de Lluís IX, sobre un petit recinte fortificat anterior. En el nou projecte no es va mantenir la torre de l'homenatge com a últim bastió, sinó que es va integrar en el nou complex com a estades residencials, com a part del recinte interior i no com a torre exempta. La seva planimetria és circular. Està protegit per una muralla d'1 metre de grossor i entre 7 i 8 metres d'altura. El castell posseeix, a més de la torre descrita, altres dos semicirculars, una rectangular (més antiga) i tres més rectangulars. Les entrades van estar defensades per barbacanes. Al llarg dels murs hi havia un passeig de guàrdia equipat amb un elaborat sistema d'escales i passadissos, alguns visibles i altres ocults, que podien aïllar-se de la resta del castell mitjançant barreres.
La torre de l'homenatge té 11 metres de diàmetre i 40 d'altura, dividits en tres plantes. Els seus murs tenen grossors propers a 2,20 metres, perforats només per sageteres. S'accedeix des del pati d'armes, encara que des d'aquest ha de superar-se el pont llevadís que creua un fossat.